# Хорег
Хоре́г (греч. Χορηγός, от χορός — хор и ἡγεῖσθαι — руководить) — в Древней Греции название богатого гражданина Афин, который в качестве общественной повинности и почётной обязанности брал на себя расходы по организации театральных представлений, подготовке хора и актеров во время общественных праздников.
Исполнение обязанностей хорега было наиболее почётной государственной повинностью афинских граждан, состояние которых превышало три таланта, и увековечивалось на дидаскалиях, каменных плитах, выставленных в ограде храма Диониса «на болоте», откуда начинались дионисийские праздники. Ежегодные списки хранились также в госархиве Афин на агоре и были опубликованы Аристотелем.